# Lipämie

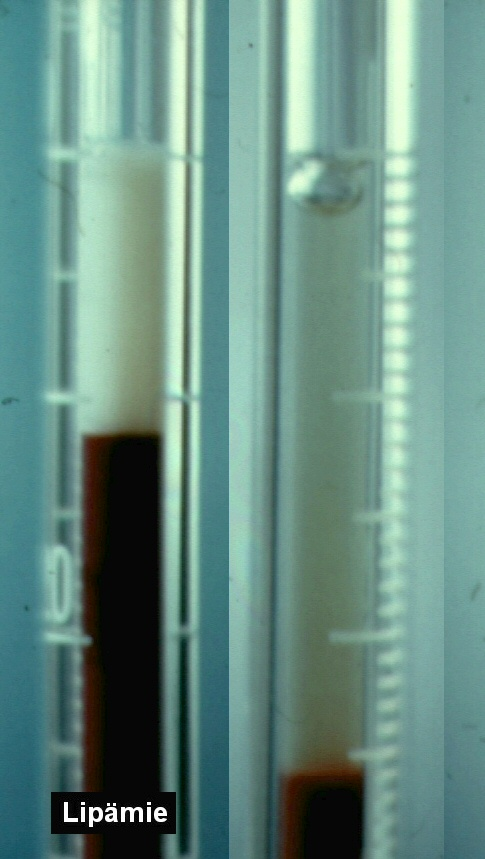
Lipämie im Vergleich zu normalem Blutplasma

Mit Lipämie (englisch lipemia) wird eine weißliche Trübung des Blutserums oder Blutplasmas bezeichnet, die durch Fettstoffe (Lipide) und besonders Chylomikronen entstanden ist.

## Herkunft des Wortes
- „Lip-“ von Lipide = Fettstoffe
- „-ämie“ von gr. αἷμα haima = Blut (siehe auch Anämie)

## Vorkommen
Eine Lipämie tritt nach dem Essen bei Diabetes mellitus (Zuckerkrankheit) und Fettstoffwechselstörungen auf.